# 32021 Lilyjenkins
32021 Lilyjenkins este un asteroid din centura principală de asteroizi.

## Descriere
32021 Lilyjenkins este un asteroid din centura principală de asteroizi. A fost descoperit pe 27 aprilie 2000 la Socorro, New Mexico, în cadrul proiectului LINEAR. Asteroidul prezintă o orbită caracterizată de o semiaxă mare de 2,42 ua, o excentricitate de 0,17 și o înclinație de 8,0° în raport cu ecliptica.